# Szilvia Molnar
Szilvia Molnar (1984. szeptember 24.) amerikai író.

## Élete
Molnár László néprajzkutató unokája, Budapesten született 1984-ben, és Bjuvban, egy 500 lakosú dél-svédországi kisvárosban nevelkedett. Szüleivel 1989 körül vándoroltak be Svédországba, és még mindig többnyire magyarul beszélnek egymás között.
Molnár családja munkásosztálybeli volt, apja esztergályosként, anyja pedig lengyel, ápolónőként dolgozott. Tinédzser korában megnyerte a Svéd Rádió novellapályázatát. Később magyar és kelet-európai irodalmat tanult az Egyesült Királyságban, és egy csereévet Magyarországon a Balassi Bálint intézetben töltött.
Közel két évtizede dolgozott a kiadói ágazatban, legutóbb a Sterling Lord irodalmi ügynökség külföldi jogi igazgatójaként. The Nursery (Üvegház) című regénye önéletrajzi jellegű, és saját szülés utáni élményei ihlették, amelyben úgy írja le a történetet, hogy "megpróbálja elmagyarázni azokat az összetett és egymásnak ellentmondó érzelmeket, amelyek akkor keletkezhetnek, amikor az anyaság hirtelen kopogtat az ajtón, mint amikor egy bosszantó szomszéd panaszkodik, hogy a babája sír."
Molnár Svédországon kívül korábban Londonban, Budapesten és Brooklynban élt. Jelenleg a texasi Austinban él férjével és két gyermekével.

## Írói karrier
Molnár 2005-ben debütált írásban, a svéd és az egyesült királyságbeli irodalmi folyóiratokban megjelent művekkel. 2006-ban megnyerte az Ordfront Magasin íróversenyét, valamint díjat Oravecz Imre magyarról svédre fordításáért.
Soft Split című füzetét a Future Tense Books adta ki 2016-ban. A történet "egy névtelen női főszereplőt követ, amint beteljesíthetetlen mindennapjaiból pszichoszexuális álomállapotokba menekül."
Debütáló regénye, a The Nursery 2023-ban jelent meg az Egyesült Királyságban a Oneworld és az észak-amerikai Pantheon Books gondozásában. A The New York Timesban megjelent recenziójában Claire Dederer A The Nursery-t "zseniális debütáló regénynek nevezte egy újdonsült anyukáról, aki szétesik a lakása négy fala között", és hozzátette, hogy a regény "könyörtelenül idézhető". A The Atlantic-ben Daphne Merkin a The Nursery-t "egy regény erőteljes főzetének nevezte, amely kellemetlen látványokat, szagokat és érzelmeket bocsát ki, amelyeket ritkán örökítenek meg nyomtatásban; gyakran nyugtalanító a maga brutális, kitartó őszintesége."
Molnar munkái a Guernicában, az Literary Hubban, a Neue Rundschauban és más irodalmi folyóiratokban is megjelentek.

## Könyvei
- Soft Split, Future Tense Books, 2015, ISBN 9781892061768
- The Nursery, Pantheon Books, 2023. ISBN 9780593316849[13][14][15]
  - Üvegház – OpenBooks, Budapest, 2023 · ISBN 9789635722266 · Fordította: Lázár Júlia

## Egyéb információk
- Honlapja

## Fordítás
- Ez a szócikk részben vagy egészben  a   Szilvia Molnar című angol Wikipédia-szócikk fordításán alapul.  Az eredeti cikk szerkesztőit annak laptörténete sorolja fel. Ez a jelzés csupán a megfogalmazás eredetét és a szerzői jogokat jelzi, nem szolgál a cikkben szereplő információk forrásmegjelöléseként.